# 835
Rok 835 (DCCCXXXV) byl nepřestupný rok, který podle juliánského kalendáře započal pátkem. 
Podle židovského kalendáře došlo k přelomu let 4595 a 4956. Podle islámského kalendáře započal dne 30. prosince rok 221. 

## Události
- 1. listopadu – Papež Řehoř IV. představuje oslavy svátku všech svatých na území Franské říše.
- Norský vikingský vládce Ragnar Lodbrok získává moc. Stává se postrachem Anglie a Francie.
- Dánští vikingští jezdci uzavírají dohodu s obyvateli Cornwallu za účelem oslabení vlády wessexského krále Egberta.
- Vikingové napadají ostrov Sheppey u severního pobřeží Kentu.

## Narození
- Lothar II. Lotrinský, král Lotharingie († 8. srpna 869)
- Ludvík III. Mladší, východofranský král († 20. ledna 882)

## Úmrtí
- 22. dubna – Kúkai, zakladatel Šingon, jedné z hlavních buddhistických škol v Japonsku (* 27. července 774)
- Vladislav, chorvatský vévoda (* ?)

## Hlavy státu
- Velkomoravská říše – Mojmír I.
- Papež – Řehoř IV.
- Anglie
  - Wessex a Kent – Egbert
  - Mercie – Wiglaf
- Franská říše – Ludvík I. Pobožný + Lothar I. Franský
- První bulharská říše – Malamir
- Byzanc – Theofilos
- Svatá říše římská – Ludvík I. Pobožný + Lothar I. Franský